# Bevinathalapura, Chamarajanagar
Bevinathalapura là một làng thuộc tehsil Chamarajanagar, huyện Chamarajanagar, bang Karnataka, Ấn Độ.